# Tarma theodora
Tarma theodora là một loài bướm đêm trong họ Geometridae.